# NGC 3250A
NGC 3250A је спирална галаксија у сазвежђу Шмрк (Пумпа) која се налази на NGC листи објеката дубоког неба.
Деклинација објекта је - 40° 4' 52" а ректасцензија 10h 27m 53,6s. Привидна величина (магнитуда) објекта NGC 3250 износи 14,9 а фотографска магнитуда 15,7. NGC 3250A је још познат и под ознакама ESO 317-30, IRAS 10257-3949, PGC 30790.